# Miljenko Hrkać
Miljenko Hrkać (* 2. Oktober 1947 in Mokro bei Široki Brijeg; † 11. Januar 1978 in Belgrad) war ein jugoslawischer Zimmermann ohne Arbeit und angeblicher Terrorist für die großkroatische Idee. Zwischen 1969 und 1976 wurde Hrkać von jugoslawischen Gerichten viermal zum Tode verurteilt. Drei der in erster Instanz ausgesprochenen Todesurteile wurden von höheren Gerichtsinstanzen aufgehoben. Trotz Beweisen seiner Unschuld die der Presse vorlagen, wurde er aufgrund des vierten Todesurteils hingerichtet.

## Leben
Miljenko Hrkać wurde als Sohn des Petar Hrkać geboren und war Halbanalphabet.
Am 23. Mai 1968 explodierte ein Sprengsatz im Belgrader Bahnhof und zerstörte die Gepäckaufbewahrung. Eine Woche später präsentierte die jugoslawische Geheimpolizei den jugoslawischen Gastarbeiter Ivan Jelić als Täter, der angab von Hintermännern in West-Deutschland gedungen worden zu sein. Jelić wurde in einem Schnellverfahren zum Tode verurteilt und kurz danach hingerichtet.
Am 13. Juli 1968 erfolgte ein Bombenattentat auf das Kino „20. oktobar“ in Belgrad, bei dem eine Person starb und 89 weitere verletzt wurden. Ein weiteres Bombenattentat erfolgte am 25. September 1968 in einer Garderobe im Belgrader Bahnhof, bei dem 13 Menschen verletzt wurden.
Da auch diese Bomben von der gleichen Machart waren, wie die Bomben die angeblich Jelić gelegt haben sollte, wurde öffentlich Kritik an den jugoslawischen Behörden geübt. Die größte jugoslawische Wochenzeitschrift NIN fragte, „weshalb der Verbrecher Ivan Jelić so schnell erschossen worden ist“ und bemerkte: „Bei uns gibt es kein Gesetz über die Ausführung der Todesstrafe. Aber sowohl in Ländern, in denen es sowas gibt, als auch bei uns kann die Ausführung lange hinausgeschoben werden, wenn es dafür begründete Notwendigkeiten gibt.“
Am 13. Juni 1969 präsentierten die jugoslawischen Behörden den 21-jährigen Miljenko Hrkać als Täter der beiden zuletzt begangenen Bombenattentate. Dieser habe seit Februar 1969 unter dringendem Tatverdacht gestanden, nachdem er zu diesem Zeitpunkt zugegeben habe vor einer extremistischen kroatischen Exilorganisation in Stuttgart einen Treueeid abgeleistet zu haben. Hrkać sei jedoch erst verhaftet worden, nachdem er in seiner Heimatgemeinde einen Reisepass beantragt habe. Diese Darstellung löste Skepsis aus, da man Hrkać bereits für die bloße Verbindung mit einer solchen Organisation hätte verhaften und nach Artikel 109 des jugoslawischen Strafgesetzbuches zu einer Zuchthausstrafe bis zu 15 Jahren verurteilen können.
In einem ersten Prozess vor dem Belgrader Kreisgericht im gleichen Jahr gestand Hrkać seine Schuld, benannte seine kroatischen Auftraggeber in Deutschland und als Mittäter den Gastarbeiter Ante Penavić, der nach der Tat zurück nach Deutschland gereist sei. Daraufhin wurde Hrkać erstmals zum Tode verurteilt. Einige von Hrkać Angaben erwiesen sich jedoch als falsch. Zwei weitere Minen, die er in einem Fluss versenkt haben wollte, konnten nicht gefunden werden. Eine von Hrkać genau beschriebene Tasche für den Bombentransport bestand einmal aus Leder und in einer anderen Darstellung aus Stoff. Einmal wollte er die Bomben in ein kariertes Hemd eingewickelt haben, ein andermal in eine blaue Weste. Die west-deutschen „Ustascha-Terroristen“, vor denen er den Eid geleistet haben wollte, erkannte er nicht einmal auf Fotografien.
Als hinzugezogener Sachverständiger sagte Jugoslawiens führender Sprengstoffexperte Popović, dass Hrkać die Minen weder beschreiben, noch auf die angegebene Art hätte transportieren und zünden können. Zuletzt ergab sich zudem ein Alibi für Hrkać, denn zum Zeitpunkt der Bombenattentate war Hrkać im slowenischen Maribor, wo er für eine Ziegelei arbeitete, was Betriebsaufzeichnungen bestätigten. Daraufhin hob der Oberste Gerichtshof Jugoslawiens das Urteil auf und der Oberste Gerichtshof Serbiens musste den Fall an die erste Instanz zurückweisen.
Der Antrag auf Auslieferung des angeblichen Mittäters Ante Penavić der jugoslawischen Behörden war von der deutschen Justiz abgelehnt worden, da Penavić ein überzeugendes Alibi nachweisen konnte. Die jugoslawischen Behörden hatten den Auslieferungsantrag bereits mit einem heftigen Protest gegen das Wirken kroatischerTerroristen von deutschem Boden aus verbunden. Nach Ablehnung des Antrages warfen die jugoslawische Propaganda Deutschland und seiner Justiz Unterstützung von Terroristen vor.
Auch auf die jugoslawische Innenpolitik hatte der Fall Hrkać Auswirkungen. Aufgrund des öffentlichen Drucks wurde eine von Juristen angeregte Debatte über die Abschaffung der Todesstrafe gestoppt. Die Parteiführung Kroatiens wurde mit sogenannten „Ustascha-Zentren“ in Deutschland in Verbindung gebracht und wurde unter anderem wegen Begünstigung einer vom Westen gelenkten „internationalen Verschwörung gegen Jugoslawien“ abgesetzt.
Im zweiten Gerichtsverfahren erklärte Hrkać warum er ein Geständnis abgelegt hatte. Er sei 1969 bei einem Besuch in der Heimat von einem Mitarbeiter der Staatssicherheit angesprochen worden. Hrkać sagte: „Ich brauchte Arbeit, er einen Mann, der von sich selbst behauptet, ein Diversant zu sein.“ Man hätte ihm in Mostar alle Einzelheiten der Bombenattentate genau geschildert und er habe seine „Rolle“ gelernt. Für die „reine Formalität“ seines Geständnisses habe man ihm Arbeit versprochen. Vor dem Prozess in Belgrad habe er eine ausgedehnte Kneipentour mit den Mitarbeitern der Staatssicherheit gemacht, die ihn nochmal ermuntert hätten alles zu wie eingeübt zu gestehen. Hrkać sagte vor Gericht: „Ich war nach all dem erstaunt, überhaupt im Gefängnis zu landen.“
Der verhärtete innenpolitische Kurs machte es möglich, dass Hrkać in einem zweiten Urteilsspruch vom Belgrader Kreisgericht wieder zum Tode wurde. Erneut wurde Penavić als Mittäter verurteilt, obwohl er ein Alibi nachweisen konnte. Bestätigt durch den Obersten Gerichtshof Serbiens wurde das Urteil wieder durch den Obersten Gerichtshof Jugoslawiens aufgehoben.
Die dritte Hauptverhandlung wurde für Februar 1973 angesetzt, kam im Juni 1974 zustande und platzte, da die Staatsanwaltschaft den jugoslawischen Sprengstoffsachverständigen für parteiisch erklärte. Der Sachverständige hatte „kategorisch“ erklärt, dass Hrkać nicht der Täter sein könne. Der Prozess wurde vertagt.
Die Wochenzeitschrift NIN gelangte in den Besitz von Tonbandaufnahmen von Gesprächen von jugoslawischen Geheimdienstagenten mit Hrkać. Aus den Aufnahmen ging hervor, dass Hrkać überredet worden war die Schuld auf sich zu nehmen. Im Gegenzug sollte er dafür einen Arbeitsplatz erhalten (Ausgabe NIN vom 15. August 1971).
Hrkać wurde für beide Bombenanschläge am Ersten Weihnachtstag 1975 zum vierten Mal zum Tode verurteilt. Laut Amnesty international zeigte der seit 1969 in Einzelhaft sitzende Hrkać Symptome von psychischen Störungen, war um die Hälfte seines Gewichts abmagert und hatte alle Haare verloren.
Am 11. Januar 1978 um 4 Uhr und 10 Minuten wurde Miljenko Hrkać in Belgrad durch Erschießen hingerichtet.
Er hinterließ seine Ehefrau Iva und seine Tochter Miljenka.